# Мангазейский уезд
Мангазе́йский уе́зд — административно-территориальное образование в России, сложившееся в 1601 году в составе Тобольского разряда. Охватывало территории от устья Оби до устья Енисея.
Центр — город Мангазея.
В 1610 году из-за района реки Сым (приток Енисея) вышел конфликт у мангазейских казаков с кетскими.
На 1629 год в состав уезда входили следующие зимовья инородцев-самоедов (по данным ясачной книги): Хонтайское (Хонтангское) — при реке Хонтанге; Есейское — при озере Есей; Пясидское; Леденкин Шар; Верхотазское — при реке Таз; Худасейское — при реке Худасее; Туруханское — при реке Турухане; Имбацкое — при реке Енисее и речке Имбаке; Закаменное — при Енисее; Усть-Непское; Пайраково; Усть-Тетерское; Усть-Чуюнское. В 1638 году была основана Дыбчасская слобода.
В 1646 году ненцы фактически взяли город Мангазея в осаду.
В 1670 году воеводское управление переводится из Мангазеи в Новую Мангазею.
В 1677 году Мангезейский уезд был отнесён к Енисейскому разряду.
В 1708 году в составе вновь образованной Сибирской губернии.
В 1724 году в составе Енисейской провинции Сибирской губернии.
В 1782 году в результате преобразования губерний в наместничества переименован в Туруханский уезд и вошёл в состав Томской области Тобольского наместничества.

## Воеводы
- Давыд Жеребцов (1605—1609)